# 12-ヒドロキシジヒドロケリルビン 12-O-メチルトランスフェラーゼ
12-ヒドロキシジヒドロケリルビン 12-O-メチルトランスフェラーゼ(12-hydroxydihydrochelirubine 12-O-methyltransferase、EC 2.1.1.120)は、以下の化学反応を触媒する酵素である。
S-アデノシル-L-メチオニン + 12-ヒドロキシジヒドロケリルビン{\displaystyle \rightleftharpoons }S-アデノシル-L-ホモシステイン + ジヒドロマカルピン
従って、この酵素の2つの基質はS-アデノシル-L-メチオニンと12-ヒドロキシジヒドロケリルビン、2つの生成物はS-アデノシル-L-ホモシステインとジヒドロマカルピンである。
この酵素は、転移酵素、特に1炭素基を転移させるメチルトランスフェラーゼのファミリーに属する。系統名は、S-アデノシル-L-メチオニン:12-ヒドロキシジヒドロケリルビン 12-O-メチルトランスフェラーゼである。この酵素は、アルカロイドの生合成に関与している。